# Трепча (Черна гора)
Вижте пояснителната страница за други значения на Трепча.
Трепча (на сръбски: Трепча) е село в Черна гора, част от Община Андриевица. Населението на селото през 2003 година е 238 души, предимно етнически сърби.

## Население
- 1948 – 481 жители
- 1953 – 480 жители
- 1961 – 399 жители
- 1971 – 392 жители
- 1981 – 330 жители
- 1991 – 264 жители
- 2003 – 238 жители

### Етнически състав
(2003)
- 180 (75,63 %) – сърби
- 45 (18,9 %) – черногорци
- 2 (0,84 %) – неопределени

|  | Тази страница частично или изцяло представлява превод на страницата „Трепча (Андријевица)“ в Уикипедия на сръбски. Оригиналният текст, както и този превод, са защитени от Лиценза „Криейтив Комънс – Признание – Споделяне на споделеното“, а за съдържание, създадено преди юни 2009 година – от Лиценза за свободна документация на ГНУ. Прегледайте историята на редакциите на оригиналната страница, както и на преводната страница, за да видите списъка на съавторите. ВАЖНО: Този шаблон се отнася единствено до авторските права върху съдържанието на статията. Добавянето му не отменя изискването да се посочват конкретни източници на твърденията, които да бъдат благонадеждни. |